# Kloster Mont des Cats

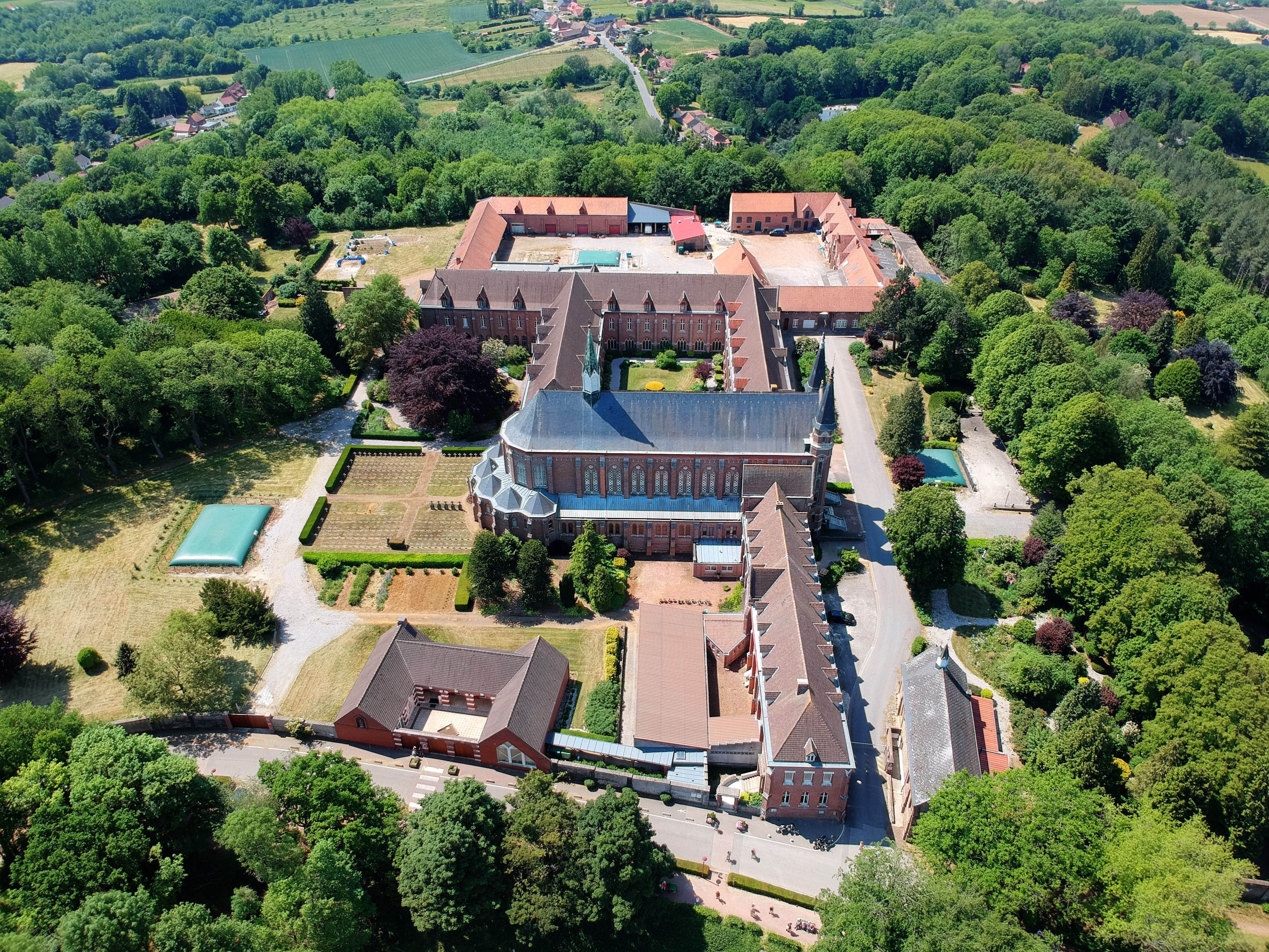
Luftbild der Abtei Mont des Cats

Kloster Mont des Cats (lateinisch:  Abbatia Sancta Maria de Monte; niederländisch: Abdij op de Katsberg; französisch: Abbaye Saint-Marie-du-Mont) ist eine Trappistenabtei in dem Ort Godewaersvelde in Französisch-Flandern, Frankreich.

## Geschichte
Nachdem auf dem Katzberg bei Godewaersvelde (nahe der belgischen Grenze) von 1650 bis 1792 der Antoniter-Orden ansässig war (u. a. der Mystiker Charles Grimminck, 1676–1729), gründeten dort 1826 Trappistenmönche aus dem Kloster Le Gard das Kloster Sainte Marie du Mont, das 1847 in den Rang einer Abtei (Abbaye du Mont des Cats) erhoben wurde. Seit 1890 verbindet sich mit der Abtei ein von den Mönchen unter dem Namen Mont des Cats hergestellter Käse. Seit 2011 wird unter dem gleichen Namen ein in der Abtei Scourmont hergestelltes Trappistenbier verkauft.
Während des Ersten Weltkriegs lag das Kloster in einer umkämpften Zone und diente als Lazarett. Der schwerverwundete Prinz Maximilian von Hessen-Kassel (* 1894), ein Neffe Kaiser Wilhelms II., starb hier am 12. Oktober 1914 in den Armen des Abts. Von April bis August 1918 wurde das Kloster bombardiert.

### Gründungen
Von Kloster Mont des Cats gingen folgende Gründungen aus:
- Abtei Sankt Sixtus Westvleteren in Vleteren 1831[1]
- Trappistenabtei Tilburg 1880, Priorat 1883, Abtei 1891
- Trappistenabtei Frattocchie in Marino (Latium), 1891 Calixtus-Katakombe in Rom, 1829 Frattocchie[2]
- Kloster Maromby, Madagaskar, 1958

Ferner war Mont des Cats beteiligt bei den Trappistinnengründungen:
- Belval, in Troisvaux, Département Pas-de-Calais 1893–2008 (Peugniez, Seite 242)
- Fille-Dieu, in Romont FR 1929 (http://www.fille-dieu.ch/)

### Prioren und Äbte
- Marie-Joseph Matton, Prior (1826–1827)
- Bernard Dal, Prior (1827–1827)
- François-Marie Van Langendonck, Prior (1827–1831)
- Nil van Hoeke, Prior (1831–1835)
- Désiré de Ren, Prior (1835–1836)
- Augustin Moreau, Prior (1836–1838)
- Athanase Itsweire, Prior (1839–1847)
- Dominique Lacaes, erster Abt (1847–1883)
- Sébastien Wyart, zweiter Abt (1883–1889)
- Jérôme Parent, dritter Abt (1889–1906)
- Bernard Richebé, vierter Abt (1906–1919)
- Sébastien Vandermarlière, fünfter Abt (1919–1940)
- Achille Nivesse, Prior (1940–1945) und sechster Abt (1945–1962)
- André Louf, siebter Abt (1963–1997)
- Guillaume Jedrzejczak, achter Abt (1997–2009)
- Jacques Delesalle, neunter Abt (Prior ab 2009, Abt ab 2011)